# Николаев, Юрий Никанорович
Юрий Никанорович Николаев (10 мая 1931 — неизвестно) — советский хоккеист, нападающий, тренер.

## Биография
Воспитанник московского «Спартака», в сезоне 1948/49 играл за клубную команду. В первенствах СССР и РСФСР выступал за клубы «Спартак» Москва (1949/50 — 1950/51), МВО Калинин (1951/52), «Шахтёр» Донской (1954/55), «Химик» Москва — Воскресенск (1955/56 — 1956/57), «Локомотив» Москва (1957/58 — 1959/60), «Авангард» Саратов. Игрок клубных команд ЦДСА (1952/53 — 1953/54), «Локомотива» (1962/63 — 1963/64).
Играющий (1960/61) и старший (1961/62) тренер «Авангарда». Тренер череповецкого «Металлурга» (198384 — 1984/85).